# Ishod Wair
Ishod-Kedar Burti Wair  (1 de noviembre de 1991) es un patinador profesional estadounidense.

## Carrera
Wair se crio en Bordentown, Nueva Jersey, donde comenzó a andar en skate a la edad de nueve años. Durante los siguientes años comenzó a consolidar otras actividades como el baloncesto a favor de centrarse únicamente en su carrera de skater. En 2009, Wair, que entonces tenía 18 años, asistió al Tampa Am, un concurso de skate amateur celebrado en Tampa, Florida, y se ubicó en el puesto 18 de 36 patinadores que se clasificaron para las semifinales. A pesar de no clasificarse para la final, Tampa Am fortaleció su carrera en parte debido a que entregó DVD promocionales a posibles patrocinadores.
Después de Tampa Am, Real Skateboards comenzó a proporcionar patinetas gratis a Wair durante más de un año, y finalmente lo agregó oficialmente a su equipo amateur. Real Skateboards convirtió en profesional a Wair en 2011. En 2013, Thrasher nombró a Wair su patinador del año después de que lanzó cuatro partes de video. En 2015, hizo su primera aparición en un evento Super Crown y terminó segundo, superando a la competencia que incluía a algunos de los mejores profesionales de la industria. En 2016, lanzó su propio calzado exclusivo con Nike, el SB Dunk Low Pro "Ishod Wair". Desde entonces, ha lanzado más Sb Dunks característicos. A principios de 2022, Nike lanzó un calzado exclusivo exclusivo para Wair, el Nike SB Ishod Wair.

## Street League
Wair ingresó a Street League Skateboarding en 2012 después de convertirse en profesional de Real Skateboards. Desde entonces, Wair ha hecho siete apariciones en el 9 Club y ha llegado a cuatro finales. El mejor año de Ishod hasta ahora llegó en 2014 cuando terminó segundo en la primera posición de Pro Open, la posición más alta de su carrera hasta la fecha. Su impulso continuó hasta 2014, cuando llegó al Campeonato Mundial Super Crown y quedó tercero.

## Patrocinadores
Los patrocinadores de Ishod Wair incluyen a Bronson Speed Co., Pacifico Cerveza, Real Skateboards, Nike SB, Thunder Trucks, Spitfire Wheels, Stance Socks, Monster Energy, Dime y Shake Junt.